# 黑乳海参
黑乳海参（学名：Holothuria nobilis）为海参纲 海参科 海参科 的动物，俗名「乌圆参」「开乌参」「乌参」「大乌参」。

## 体态及习性
体宽而厚，两端钝圆。长一般为30厘米。肛门四周有五组小疣。体表有大型乳状突起，体壁厚，骨片多。全体黑色，常带白斑。
栖息在热带珊瑚礁沙第。

## 分布
分布于印度-西太平洋区域、台湾岛以及中国大陆的海南岛、西沙群岛等地，常栖息于珊瑚礁有海草的沙底。该物种的模式产地在桑给巴尔。
是优良的食用海参品种。